# Blaue Heckenkirsche
Die Blaue Heckenkirsche (Lonicera caerulea), auch Blaue Doppelbeere, ist eine Pflanzenart aus der Gattung der Heckenkirschen (Lonicera) innerhalb der Familie der Geißblattgewächse (Caprifoliaceae). Sie ist  zirkumpolar verbreitet.

## Beschreibung

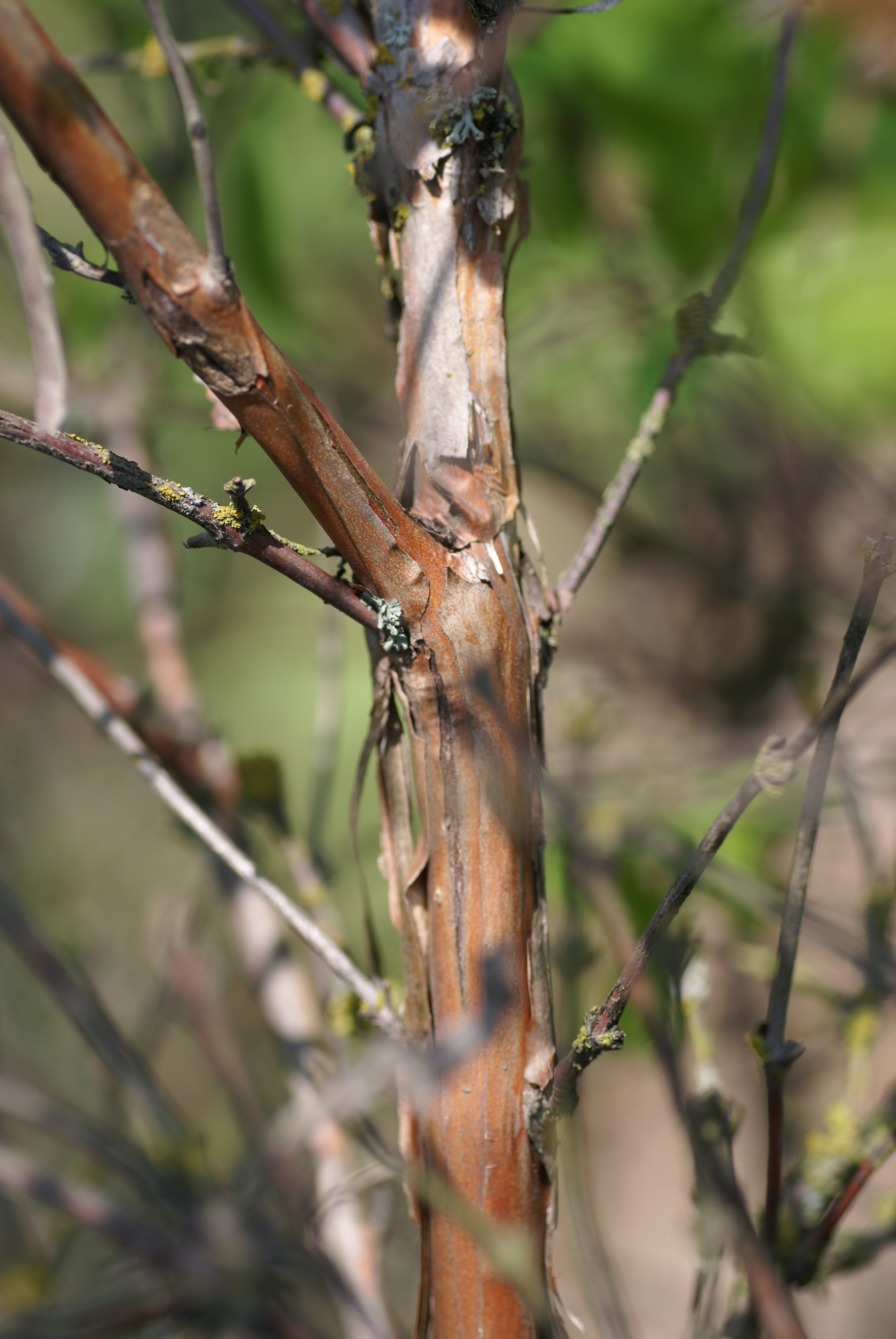
Rinde

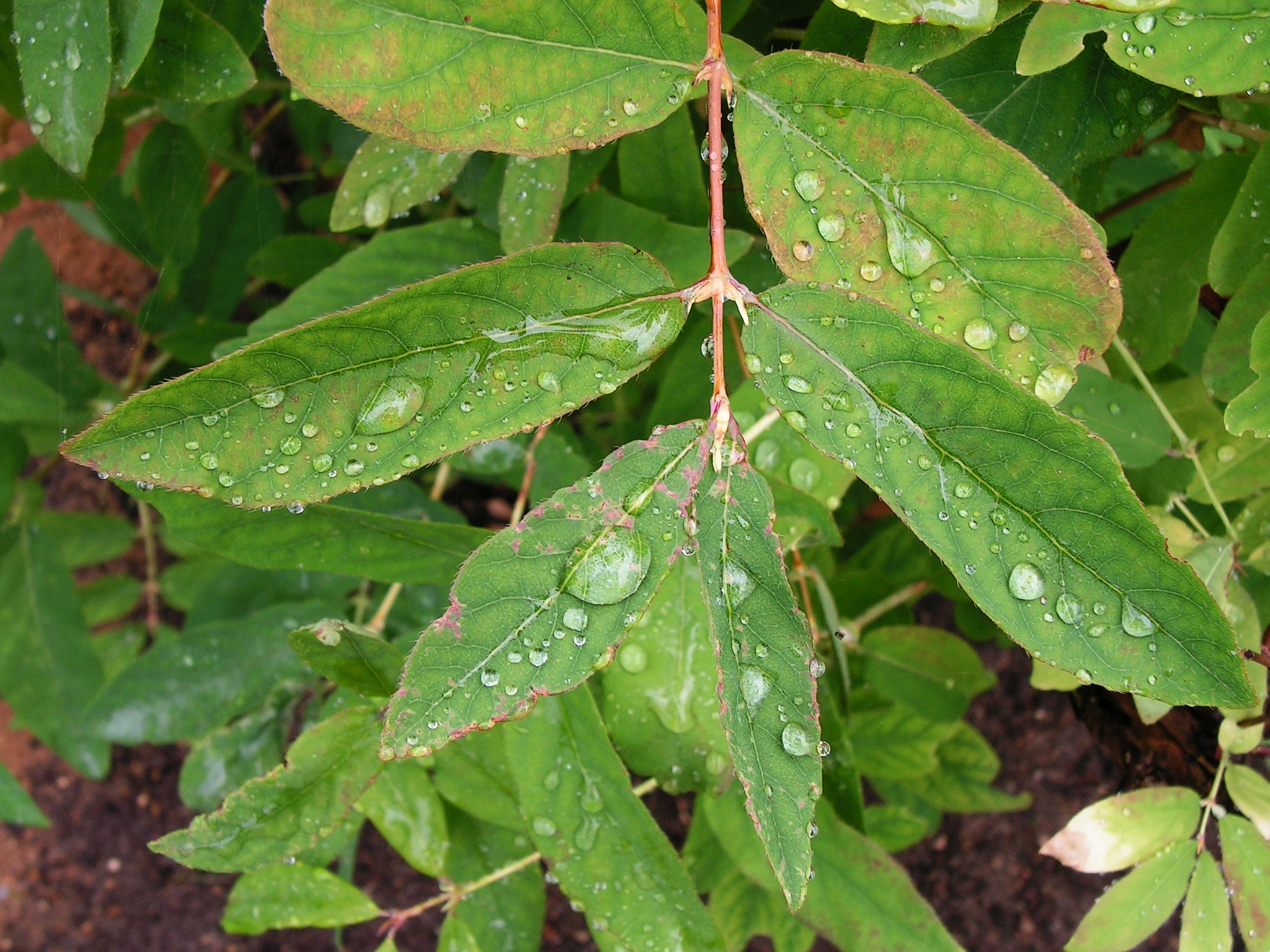
Zweig mit gegenständigen einfachen Laubblättern

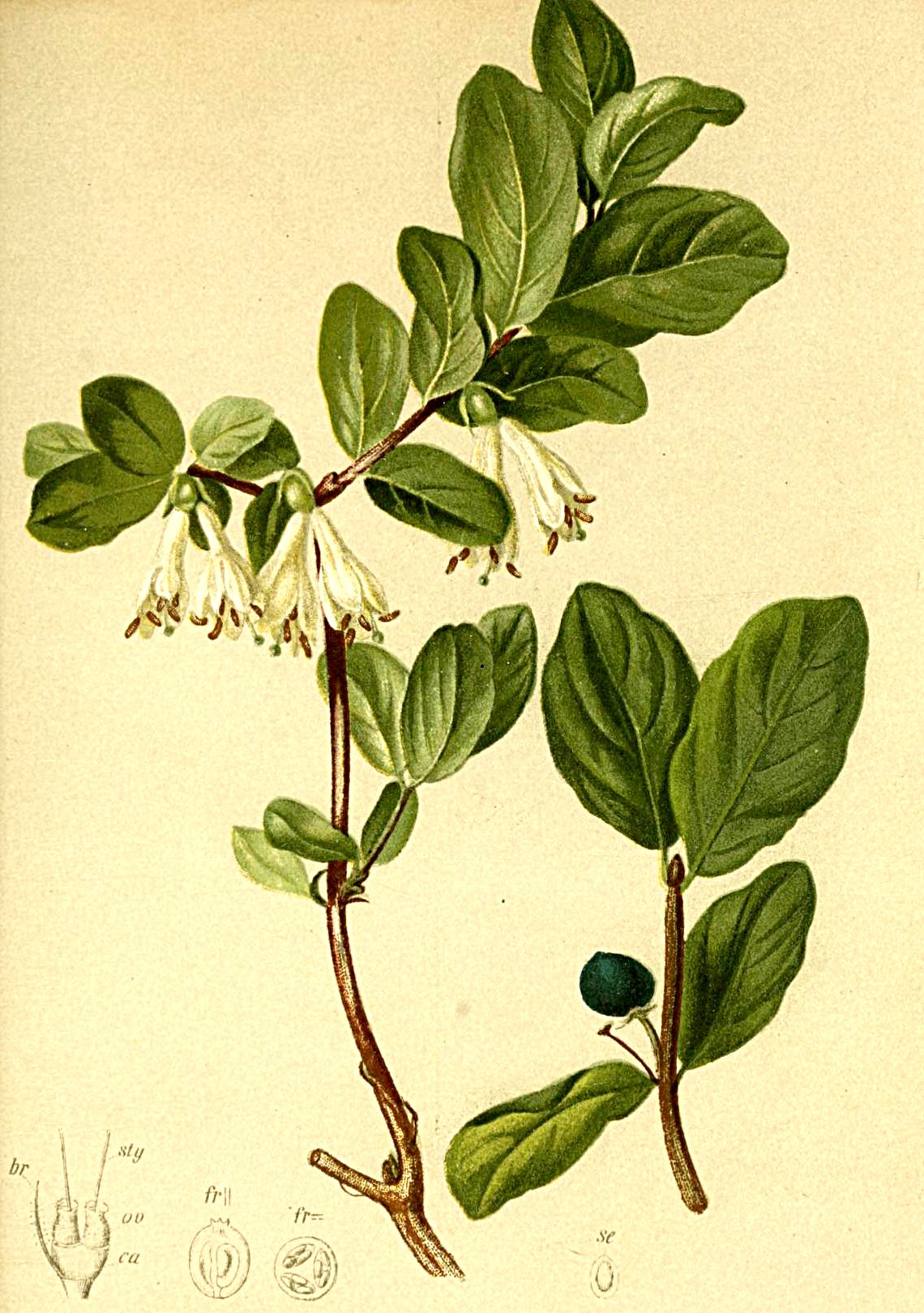
Illustration aus Atlas der Alpenflora

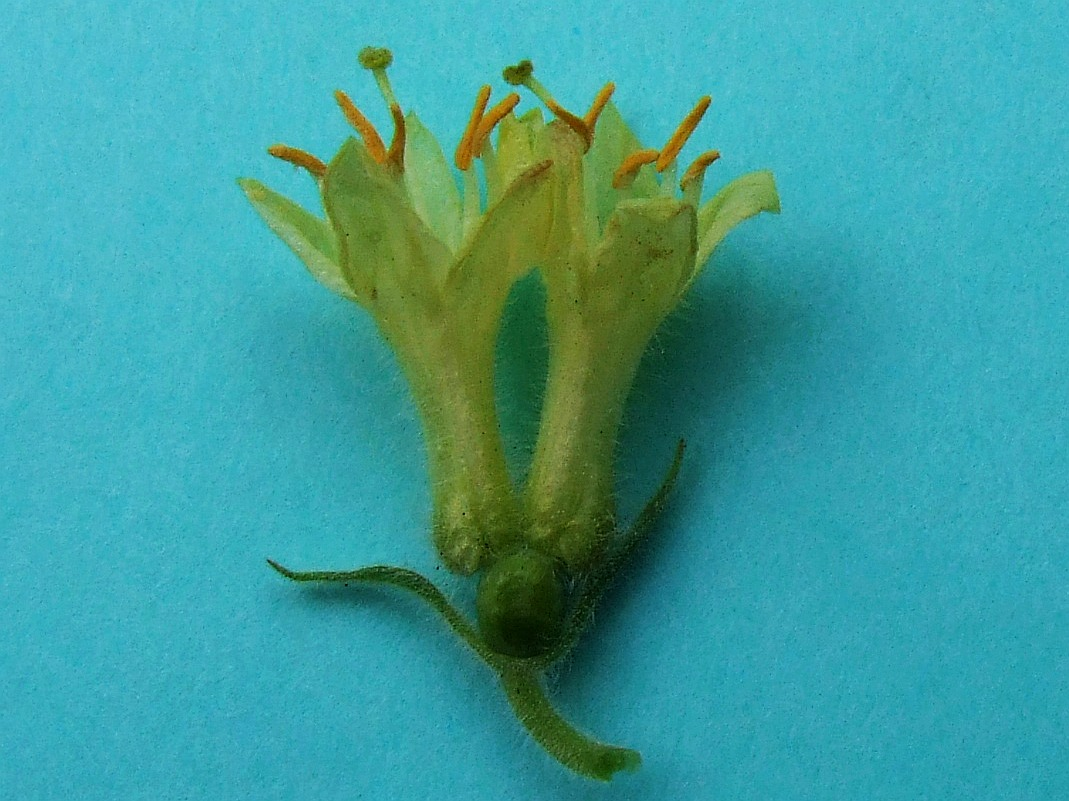
Blüten

### Vegetative Merkmale
Die Blaue Heckenkirsche ist ein kahler bis mehr oder weniger behaarter Strauch, der Wuchshöhen von 60 bis 80, selten bis über 150 Zentimetern erreicht. Die Rinde der nicht windenden Äste und Zweige ist anfangs dunkelbraun sowie teilweise bereift und später ist sie graubraun sowie abblätternd. Die Winterknospen sind braun-rot, teilweise bläulich bereift. Die Endknospen sind bei einer Länge von 9 Millimetern kugelig mit einer ausgezogenen Spitze. Die Seitenknospen sind eilänglich, abstehend und besitzen gekielte Knospenschuppen. Häufig kommen Beiknospen vor.
Die gegenständig angeordneten Laubblätter sind in Blattstiel und -spreite gegliedert. Der Blattstiel ist bis zu 5 Millimeter lang. Die einfache, spitze bis rundspitzige, mehr oder weniger behaarte Blattspreite ist bei einer Länge von bis zu 7 Zentimetern elliptisch oder eiförmig bis verkehrt-eiförmig und ganzrandig.

### Generative Merkmale
Die Blütezeit reicht von Mai bis Juni. Die zwittrigen, fünfzähligen und gelblich-grünen, schwach zygomorphen Blüten mit doppelter Blütenhülle stehen zu zweit in den Blattachseln an einem gemeinsamen Stiel (Hypopodium), der kürzer als die Blüten ist. Sie sind von verschiedenen Deckblättern begleitet, die zwei längeren äußeren sind behaart. Der Kelch ist nur sehr klein mit minimalen Zipfeln. Die behaarte, etwa 1 Zentimeter lange Krone ist röhrig verwachsen mit kürzeren Zipfeln. Die 5 Staubblätter sind leicht vorstehend. Der zweikammerige Fruchtknoten ist unterständig. Die beiden Fruchtknoten mit schlanken Griffeln eines Blütenpaares sind fast vollständig frei in den inneren verwachsenen Deckblättern. Es sind in einer Aussackung unten in der Kronröhre Nektarien vorhanden.
Aus diesen zwei Fruchtknoten entstehen falls eine Befruchtung erfolgt bis über 1,5 (bei Kultivaren bis 4) Zentimeter lange, wenigsamige, schwarzblaue, rundliche bis ellipsoide, „bereifte“ Doppelbeeren in den fleischigen inneren Deckblättern (Scheinfrucht, Pseudocarp) mit beständigen äußeren Deckblättern. Die abgeflachten, bräunlichen Samen sind bis 2 Millimeter lang.
Die Chromosomenzahl beträgt je nach Varietät 2n = 18 oder 36.

## Ökologie

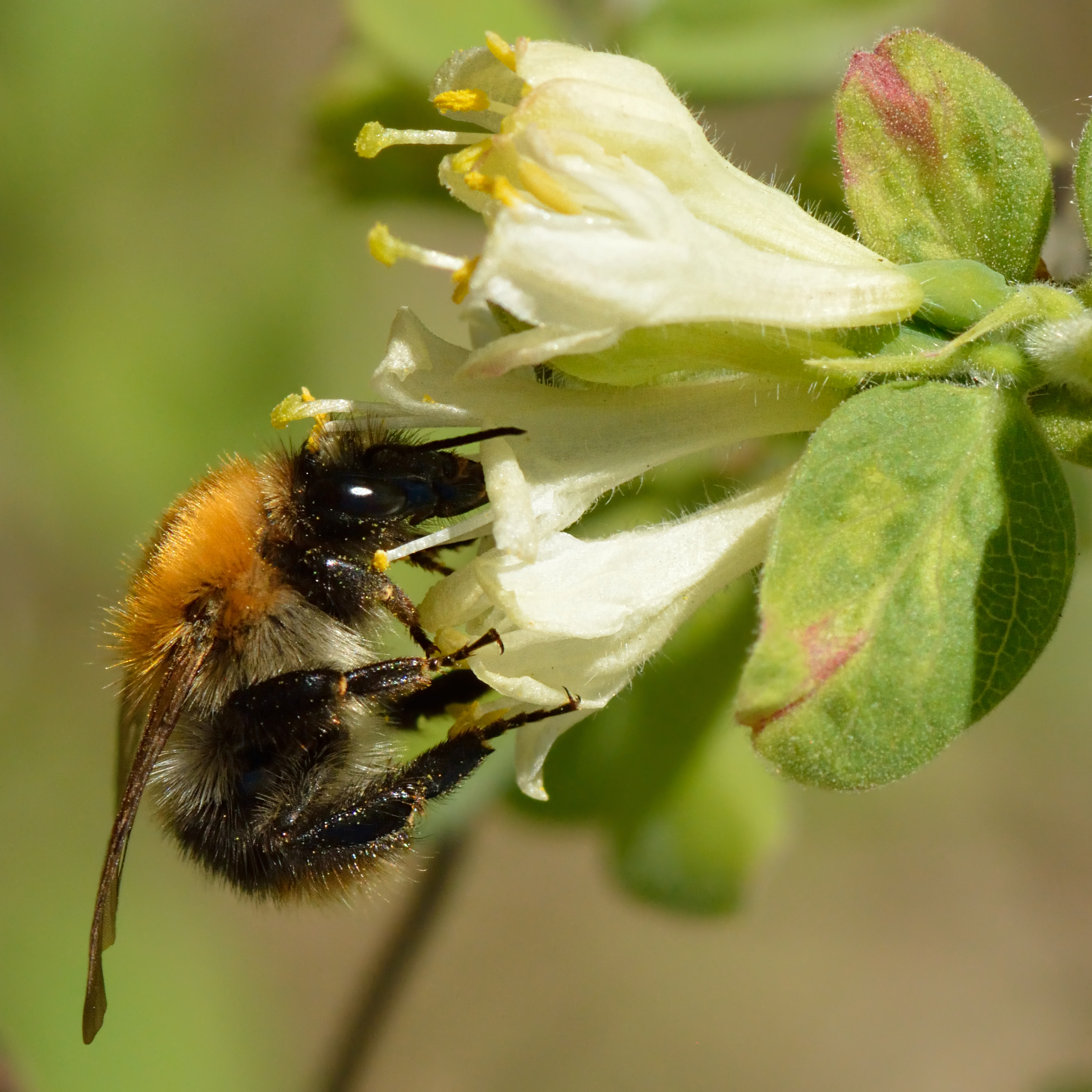
Bestäubung durch Ackerhummel (Bombus pascuorum)

Die Bestäubung erfolgt durch Insekten (Bienen, Hummeln).

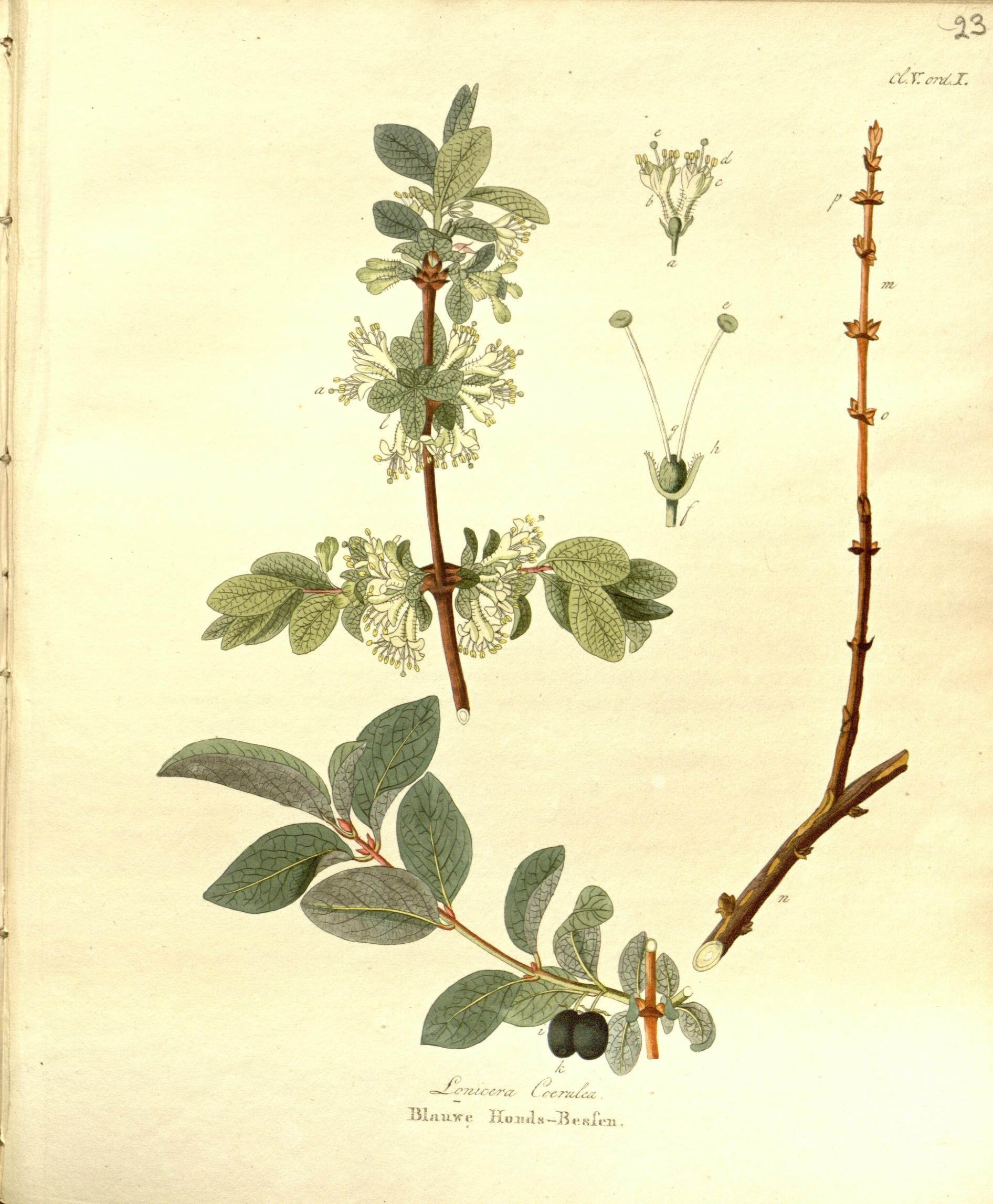
Illustration aus Afbeeldingen der fraaiste, meest uitheemsche boomen en heesters, Tafel 23

## Vorkommen vonLonicera caeruleavar.caerulea
Das Verbreitungsgebiet der in Europa heimischen Varietät Lonicera caerulea var. caerulea reicht von den Pyrenäen über die Alpen bis ins südwestliche Tschechien und nach Südosten bis Bulgarien. In Deutschland kommt sie nur in Baden-Württemberg und Bayern vor. In Österreich kommt sie in allen Bundesländern außer Wien und Burgenland vor.
Lonicera caerulea var. caerulea wächst in feuchten Wäldern, Gebüschen, in der Krummholzregion und in Hochmooren. Sie besiedelt vor allem feuchte bis nasse, nährstoff- und kalkarme Rohhumusböden. Lonicera caerulea var. caerulea kommt von der montanen bis zur subalpinen Höhenstufe bis in Höhenlagen bis zu 2100 Metern vor. In den Allgäuer Alpen steigt Lonicera caerulea var. caerulea im Tiroler Teil auf der Mutte nahe der Jöchelspitze bis in eine Höhenlage von 2010 Meter auf.
Lonicera caerulea var. caerulea ist in Mitteleuropa eine Charakterart der Ordnung der Fichtenwälder (Piceetalia abietis), kommt aber auch in den Gesellschaften der Ordnung der Schlehen-Hecken (Prunetalia spinosae) und der Grau-Weiden-Gebüsche (Salicion cinereae) vor.
Die ökologischen Zeigerwerte nach Landolt et al. 2010 sind in der Schweiz: Feuchtezahl F = 3 (mäßig feucht), Lichtzahl L = 3 (halbschattig), Reaktionszahl R = 2 (sauer), Temperaturzahl T = 2 (subalpin), Nährstoffzahl N = 2 (nährstoffarm), Kontinentalitätszahl K = 3 (subozeanisch bis subkontinental).

## Nutzung
Die Beeren europäischer Varietäten sind von üblem Geschmack, bei östlicheren wohlschmeckend. Der Geschmack guter Sorten hat Aspekte von Heidel- und Himbeeren, mit zusätzlichen charakteristischen Noten. Extrem frühe Fruchtreife (noch vor Erdbeeren), gute Winterhärte sowie der besondere Geschmack und ein hoher Gehalt an Antioxidantien tragen zum Interesse an der Kultur bei. Die Pflanzen akzeptieren ein breites Spektrum an Böden, zehren nicht stark, fruchten jung und sind anspruchsarm bezüglich Beschnitt.
Die Früchte werden auf Hokkaido seit Jahrhunderten verwendet. Seit den 1950er Jahren beschäftigen sich sibirische Züchter mit der Frucht. Bis in die 1980er Jahre war erst eine Kultursorte erhältlich. Ende der 1990er begannen auch in der westlichen Welt Züchtungsbemühungen zur Fruchtgewinnung, maßgeblich angestoßen von Maxine M. Thompson und Jim Gilbert. Damit nimmt das Interesse an der Kultur seit kurz nach der Jahrtausendwende enorm zu. Entsprechende Kulturpflanzen sind mittlerweile auch in den meisten deutschen Baumärkten erhältlich. Gezüchtet wird hauptsächlich mit Pflanzenmaterial von (Ost-)Sibirien, Japan und den Kurilen. In den 2000er Jahren wurden vor allem die Sorten ‚Maistar‘ und ‚Mailon‘ angebaut. Später wurden unter anderem die 2012 bzw. 2014 herausgegebene Aurora sowie die spätreifende Boreal-Sortenserie (Blizzard, Beauty, Beast) der University of Saskatchewan und Vostorg („Entzückung“, 2012) vom FGUP Baktscharskoje populär, wobei in Nordamerika eher kanadische, in Europa mehr russische Züchtungen angebaut werden.
Der Ertrag wird stark gesteigert, wenn genetisch diverse Pollenquellen in der Nähe sind. Es wird daher empfohlen, mehrere Sorten zu pflanzen.
Lonicera caerulea wird wegen der dekorativen Blüten und bemerkenswerten Früchte auch als Zierstrauch verwendet.
Aufgrund schlechter Anpassung von Lonicera caerulea an hohe Sommertemperaturen und lange Vegetationsperioden stellen mancherorts einige Pflanzen kurz nach dem Fruchten ihr Wachstum ein und die Blätter verfärben sich braun. Das Problem betrifft unterschiedliche Sorten in unterschiedlichem Maße.

## Systematik
Die Erstveröffentlichung von Lonicera caerulea erfolgte 1753 durch Carl von Linné in seinem Werk Species Plantarum, Tomus I, Seite 174.
Lonicera caerulea ist mit verschiedenen Sippen, die als Varietäten oder Unterarten eingestuft werden, zirkumpolar verbreitet.

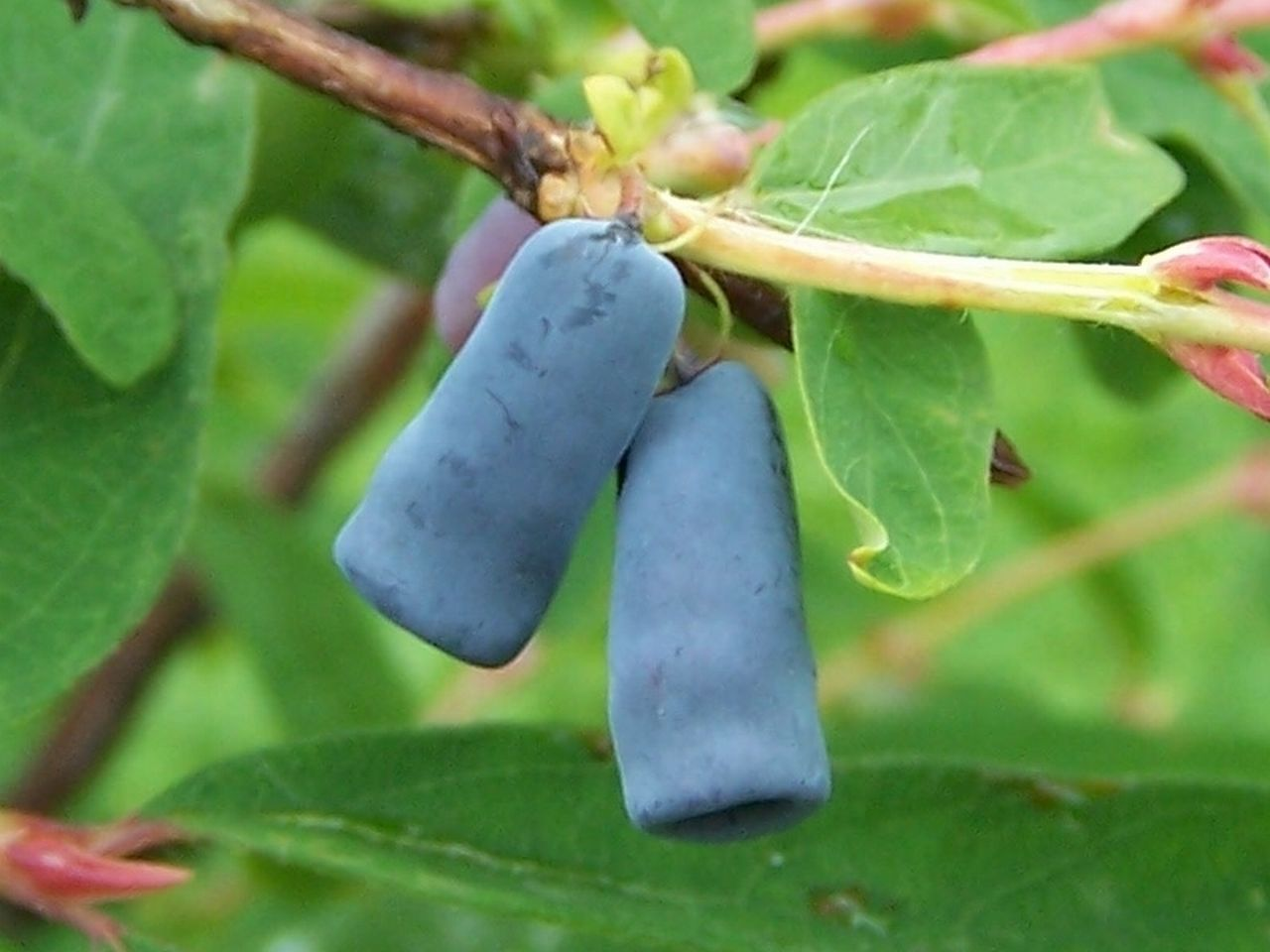
Früchte der Kamtschatka-Heckenkirsche (Lonicera caerulea var. kamtschatica)

Bei der Art Lonicera caerulea gibt es je nach Autor mehrere Subtaxa:
- Lonicera caerulea var. altaica Pall.: Sie ist vom europäischen Russland bis Sibirien, zur westlichen Mongolei und Xinjiang weitverbreitet.[14]
- Lonicera caerulea L. var. caerulea
- Lonicera caerulea var. cauriana (Fernald) B.Boivin (Syn.: Lonicera cauriana Fernald): Sie ist vom westlichen Kanada bis zu den westlichen USA verbreitet.[14]
- Lonicera caerulea var. dependens (Regel ex Dippel) Rehder: Sie ist von östlichen Afghanistan und Pakistan bis westlichen Sibirien, Zentralasien und westlichen Xinjiang weitverbreitet.[14]
- Lonicera caerulea var. edulis Turcz. ex Herder: Sie ist von Sibirien über Russlands Fernen Osten bis zur japanischen Insel Hokkaidō sowie Korea und in den chinesischen Provinzen südliches Gansu, Hebei, Heilongjiang, Jilin, Liaoning, Nei Monggol, Ningxia, Shanxi, nördliches Sichuan sowie nordwestliches Yunnan weitverbreitet.[14]
- Lonicera caerulea var. emphyllocalyx (Maxim.) Nakai (Syn.: Lonicera emphyllocalyx Maxim.): Sie kommt in Südkorea nur in Cheju und auf den japanischen Inseln Hokkaidō sowie im nördlichen Honshu vor.[14]
- Kamtschatka-Heckenkirsche (Lonicera caerulea var. kamtschatica Sevast., Syn.: Lonicera kamtschatica (Sevast.) Pojark.): Sie kommt in Russlands Fernen Osten vor.[14]
- Lonicera caerulea var. pallasii (Ledeb.) Cinovskis (Syn.: Lonicera caerulea subsp. pallasii (Ledeb.) Browicz, Lonicera pallasii Ledeb.): Sie ist im südöstlichen Schweden und vom europäischen Russland bis Sibirien verbreitet.[14]
- Lonicera caerulea var. villosa (Michx.) Torr. & A.Gray (Syn.: Lonicera villosa (Michx.) Schult., Xylosteon villosum Michx.): Sie ist vom östlichen Kanada bis zu den nordwestlichen und nördlich-zentralen USA verbreitet.[14]